# Hiệp hội chế tạo động cơ hàng không Soyuz
Hiệp hội chế tạo máy Soyuz (Soyuz Scientific Production Association (tiếng Nga: Московское научно-производственное предприятие (МНПК) "Союз")) là một công ty chuyên sản xuất động cơ hàng không có trụ sở tại Moskva, Nga.
Tổ hợp chế tạo máy Soyuz (Moscow Soyuz Scientific Production Complex) được thành lập bởi Viện sĩ Alexander Mikulin với tư cách là một viện thiết kế thực nghiệm từ năm 1943. Tổ hợp này đã chế tạo các động cơ do Mikulin thiết kế cho các máy bay MiG-3 và máy bay cường kích Il-2 Shturmovik. Sergei Tumansky đã thay thế Mikulin làm giám đốc viện thiết kế kể từ năm 1956. Sau đó viện đổi tên thành OKB Tumansky.
Tumanskiy OKB đã thiết kế động cơ RD-9 (sử dụng trên MiG-19), động cơ RD-11/RD-13/RD-25 (sử dụng trên MiG-21 Fishbed), động cơ R-195 (sử dụng trên Su-25 Frogfoot), động cơ R-15 (sử dụng trên MiG-25), máy phát điện phụ trợ RU-19, động cơ R-27/R-29 (sử dụng cho máy bay MiG-23/27 Flogger), và động cơ R-79 (động cơ chính sử dụng trên máy bay Yak-141). Động cơ được thiết kế bởi MNPK Soyuz được chế tạo tại Ufa Motor-Building Corporation cùng các nhà máy khác.